# Éric-Emmanuel Schmitt
Éric-Emmanuel Schmitt (Sainte-Foy-lès-Lyon, 28. ožujka 1960.) je francuski pisac, filozof, dramatičar i filmski redatelj.

## Životopis
Éric-Emmanuel Schmitt je elzaškog podrijetla. Njegovi roditelji bili su športski učitelji. Odrasta u ateističkom okružju svojih roditelja, izjašnjava se godinama kao agnostik, kasnije kao kršćanin.
Studiirao je u Parizu na École normale supérieure (1980. – 1985.) i doktorirao filozofiju. Tema disertacije bila je Diderot i metafizika. 
Predaje tri godine u Cherbourgu i na sveučilištu u Chambéryju. Počinje pisati kazališne komade. Prvijenac La nuit de Valognes izvođen je 1991. i 1992. po kazalištima Francuske ali i u inozemstvu. Drugi kazališni komad, Le Visiteur, nagrađen je kazališnom nagradom Molière za najboljeg pisca 1993. i za najbolju glumu 1994.
Nastavlja s pisanjem i objavljuje kazališne komade: Golden Joe (1995.), Variations énigmatiques (1996.), Le Libertin (1997.), Milarepa (1997.), Frédérick ou le boulevard du crime (1998.), Hôtel des deux mondes (1999.), Monsieur Ibrahim et les fleurs du Coran (1999.).
Komad Golden Joe govori o ciničnoj viziji života osoba koje se bave ekonomijom. U komadu Variations énigmatiques pisac stavlja pod lupu dva totalno različita čovjeka, koji na različite načine diskutiraju život. Ispostavlja se pak da su voljeli istu ženu. Le Libertin  opisuje francuskog filozofa Diderota a 2000. je snimljen i film s istim nazivom.
Schmittu se 2001. dodjeljuje nagrada  "Grand Prix du Théâtre" Académie française. Njegova djela izvođena su u 35 država i prevedena su na dosta stranih jezika.
Njegovi kazališni komadi pokazuju utjecaj Samuela Becketta, Jean Anouilh i Pauls Claudela.
Pored kazališnih komada piše i romane: Škola egoista, Oscar i dama u ružičastom, Evanđelje po Pilatu, Noino dijete,  Moj život s Mozartom i Monsieur Ibrahim i cvijeće Kurana. Redatelj François Dupeyron snima 2003. film Monsieur Ibrahim i cvijeće Kurana s Omarom Sharifom u glavnoj ulozi.
Važnu ulogu u Schmittovim djelima zauzimaju svjetske religije.  U ciklusu od četiri knjige Cycle de l’invisible opisuje različite kulture i religije. 
Milarepa, prva knjiga iz ciklusa, govori o tibetskom budizmu. U drugoj knjizi Monsieur Ibrahim i cvijeće Kurana, Schmitt obrađuje sufizam, mistični pravac islama, ali i judaizam. U trećoj knizi Oscar i dama u ružičastom obrađuje kršćanstvo. S knjigom Noino dijete, zaokružuje ciklus praveći poređenja između judaizama i kršćanstva.
U romanu La Part de l’autre opisuje dva životna puta Adolfa Hitlera koji idu paralelno. Prvi put opisuje Hitlerov život kakav je zbilja bio. Drugi životni put opisuje kako je Hitlerov život mogao izgledati da se 1908. uspio upisati na umjetničku akademiju u Beču.
Režirao je 2009. film Oscar i dama u ljubičastom po scenariju svoje istoimene knjige.
Éric-Emmanuel Schmitt živi u Bruxellesu i od 2008. posjeduje pored francuskog i belgijsko državljanstvo.

## Djela

### Kazališni komadi
- La Nuit de Valognes, 1991.
- Le Visiteur, (1993.), ISBN 3-909081-05-3
- Golden Joe, 1995.
- L’École du diable, 1996.
- Variations énigmatiques, (1996.), ISBN 3-909081-06-1
- Le Libertin, (1997.), ISBN 3-909081-07-X
- Milarepa, 1997.
- Frédérick ou le boulevard du crime, 1998.
- Monsieur Ibrahim et les fleurs du Coran (hrv. Monsieur Ibrahim i cvijeće Kurana), 1999.
- Le Bâillon, 1999
- Hôtel des deux mondes,  (1999.), ISBN 3-909081-02-9
- Mille et un jours, 2000.
- Petits crimes conjugaux, (2003.)
- Mes Évangiles:
  - L’Évangile selon Pilate, 2004.
  - La Nuit des oliviers, 2004.
- Ma vie avec Mozart, 2005.
- La Tectonique des sentiments, 2008.

### Proza
- La Secte des égoïstes, (1994.), (hrv. Škola egoista)
- Milarepa (1997.)
- L’Évangile selon Pilate, (2000.), (hrv. Evanđelje po Pilatu)
- Monsieur Ibrahim et les fleurs du Coran, (2001.)
- La Part de l’autre, (2001.)
- Oscar et la dame rose, (2002.), (hrv. Oscar i gospođa u ružičastom)
- L’Enfant de Noé, (2004.), (hrv. Noino dijete)
- Odette Toulemonde et autres histoires, (2006.)

### Eseji
- Diderot ou la philosophie de la séduction, 1997.
- Ma vie avec Mozart, (2005.) (hrv. Moj život s Mozartom)